# Skellefteå AIK Fotboll
Skellefteå AIK Fotboll är en före detta fotbollsklubb i Skellefteå i Sverige. I seriespel har klubben som bäst spelat i Sveriges näst högsta division, där man gjorde flera säsonger mellan 1953/1954 och 1988. Sin största framgång nådde klubben säsongen 1958 då de vann division 2 och gick vidare till kvalspel till Allsvenskan. Kvalet spelades mot Hammarby IF, och den första matchen spelades på Norrvalla IP 12 oktober inför 8 624 åskådare, vilket också är klubbens publikrekord. Matchen slutade oavgjort 0-0. Returmatchen spelades på Råsunda Fotbollsstadion i Solna 18 oktober, där man förlorade med två mål mot sex, inför 18 000 åskådare. Skellefteå AIK fick därmed fortsätta i division 2.
I januari 2006 uppgick klubben i Skellefteå FF.
Skellefteå AIK Fotbolls sista säsong var 2005 i Division 3 Norra Norrland i fotboll för herrar, en serie som man också vann.

## Profiler
- Rolf Holmström
- Dage Munter
- Dick Lidman
- Håkan Lundström
- Rolf Norell
- Jukka Kairento

## Tränare
- Mats Stenlund (2004-2008)
- Martti Tikkanen (2000-2004)
- Christer Carlsson (1986-?)
- Jan Sjöström (1981-?)
- Lars Arnesson (1965-?)
- Karl Ademak (1962-1965)
- Josef Nagy (1955-?)
- Karl-Ivar Hjertman (1936-?)

## Målvaktstränare
- Andreas Emanuelsson (2000-2005)

### Fotnoter
1. ↑  Linus Persson (15 juni 2009). ”Inför Skellefteå FF - Degerfors IF”. Svenska fans. https://www.svenskafans.com/fotboll/300459.aspx. Läst 1 april 2018.